# J-WALK COLLECTION -THE BEST OF'88〜'90-
『J-WALK COLLECTION -THE BEST OF '88～'90-』（ジェイ・ウォーク・コレクション ザ・ベスト・オブ '88〜'90）は、J-WALK5枚目のベストアルバム。 1991年6月10日にmeldacから発売された。

## 概要
本作は1988年meldac移籍した後の発表楽曲から選曲されている。シングルは「ONCE IN YOUR LIFE」のみが、アルバムは前作「DOWN TOWN STORIES」からの楽曲が未収録。メンバーの写った写真は、ブックレットにたった1枚しかなくアルバム「COUNTRY」で使用された同一のものが使用されている。先行シングルとなる新曲「夢は風のように」は、本作にも収録。

## 収録曲
（全編曲：J-WALK）
1. 夢は風のように
作曲：知久光康、作曲：杉田裕
18枚目のシングル。
加勢大周1st.オリジナルビデオ「Yes,I am」テーマ
読売テレビ系「第2回ワールドオープン・ハンググライディング・クロスカントリー和歌山」テーマ
2. 真夜中のプレステージ
作詞：トシ スミカワ、作曲：中村耕一
15枚目のシングル「勝利者 〜WINNER〜」のカップリング曲。
3. タクシー・ドライバー
作詞：トシ スミカワ、作曲：杉田裕
14枚目のシングル「アバロンの彼方へ…」のカップリング曲。
4. ピンクのラジオ
作詞：知久光康、作曲：杉田裕
アルバム「COUNTRY」収録曲。
5. アバロンの彼方へ…
作詞：増田俊郎、作曲：杉田裕
14枚目のシングル。
6. 雨上がりの街
作詞：YABU、作曲：杉田裕
アルバム「GALE」収録曲。
7. あいつだけの"Happy Birthday"
作詞：知久光康、作曲：中村耕一
アルバム「COUNTRY」収録曲。
8. 夜に消えていく者たち
作詞：的場徹、作曲：中内雅文
アルバム「Pierce」収録曲。
9. 勝利者 (WINNER)
作詞：Linda Hennrick、作曲：田切純一
15枚目のシングル。
10. カテドラルの鐘
作詞：増田俊郎、作曲：田切純一
アルバム「COUNTRY」収録曲。
11. JUST BECAUSE 〈LAST VERSION〉
作詞：トシ・スミカワ、作曲：杉田裕
1枚目のシングル。
16枚目のシングル「それはジェラシー」カップリング収録ヴァージョン。
12. それはジェラシー
作詞：トシ・スミカワ、作曲：杉田裕
16枚目のシングル。表記は無いが、シングル・ヴァージョン(LONG VERSION)で収録されている。
13. 重い雨 〈LIVE VERSION〉
作詞：増田俊郎、作曲：杉田裕
アルバム「COUNTRY」収録曲。ライブでの音源が収録されている。
14. あの季節はもう帰らない
作詞：的場徹・力石歳造、作曲：杉田裕
アルバム「Pierce」収録曲。サブタイトルが除去されている。